# Francia all'Eurovision Young Musicians
La Francia è stata tra le prime 6 nazioni ad aver debuttato alla prima edizione dell'Eurovision Young Musicians nel 1982, svoltosi a Manchester, nel Regno Unito, classificandosi seconda.
Dopo essersi ritirata nel 2000, ha fatto il suo ritorno nel 2022, organizzando l'edizione presso il Corum di Montpellier. 

## Partecipazioni
- Primo posto
- Secondo posto
- Terzo posto

| Anno                                    | Artista                 | Strumento   | Canzone                                                                                    | Posizione       | Posizione         |
| Anno                                    | Artista                 | Strumento   | Canzone                                                                                    | Finale          | Semifinale        |
| --------------------------------------- | ----------------------- | ----------- | ------------------------------------------------------------------------------------------ | --------------- | ----------------- |
| 1982                                    | Paul Meyer              | Clarinetto  | 1) Concerto per Clarinetto No.2, di Carl Maria von Weber                                   | 2º              | Niente semifinali |
| 1984                                    | Sabine Toutain          | Viola       | 1) Concerto per viola e orchestra in D maggiore, di Karl Stamitz                           | F               | Niente semifinali |
| 1986                                    | Sandrine Lazarides      | Pianoforte  | 1) Concerto per Pianoforte in E flat, di Franz Liszt                                       | 1º              | N.A.              |
| 1988                                    | Henri Demarquette       | Violoncello | N.A.                                                                                       | Non qualificata | Non qualificata   |
| 1990                                    | Anne Gastinel           | Violoncello | 1) Concerto per Violoncello e Orchestra, H-Minor, Op. 104, 1° movimento, di Antonín Dvořák | F               | N.A.              |
| Nessuna partecipazione nel 1992         |                         |             |                                                                                            |                 |                   |
| 1994                                    | Nicolas Delclaud        | Violino     | 1) Monologue Capriccio de la Vie d'artista, di B. Petrov                                   | Non qualificata | Non qualificata   |
| 1996                                    | Fanny Clamagirand       | Violino     | N.A.                                                                                       | F               | N.A.              |
| Nessuna partecipazione nel 1998         |                         |             |                                                                                            |                 |                   |
| 2000                                    | David Guerrier          | Tromba      | 1) Concertino pour trompette, di Andre Jolivet                                             | F               | N.A.              |
| Nessuna partecipazione dal 2002 al 2020 |                         |             |                                                                                            |                 |                   |
| 2022                                    | Maxime Grizard          | Violoncello | 1) Concerto per violoncello Antonín Dvořák                                                 | F               | Niente semifinali |
| 2024                                    | Pierre-Emmanuel Hurpeau | Pianoforte  | 1) 3° movimento dal Concerto per pianoforte in Sol di Maurice Ravel                        | F               | Niente semifinali |

## Città Ospitanti
| Anno | Città       | Luogo | Presentatori                       |
| ---- | ----------- | ----- | ---------------------------------- |
| 2022 | Montpellier | Corum | Judith Chaine e Vincent Delbushaye |